# شاهزاده ویلهلم، دوک سودرمانلاند
شاهزاده ویلهلم، دوک سودرمانلاند (به سوئدی: Prins Wilhelm, hertig av Södermanland) (۱۷ ژوئن ۱۸۸۴ – ۵ ژوئن ۱۹۶۵) پسر دوم گوستاو پنجم سوئد و همسرش ویکتوریای بادن، شاهزاده سوئد و نروژ بود.
ویلهلم در ۳ مه ۱۹۰۸ در سن پترزبورگ با دوشس ماریا پاولوونای روسیه ازدواج کرد. ماریا دخترعموی نیکلای دوم روسیه و دخترعمه شاهزاده فیلیپ، دوک ادینبرو بود. تنها فرزند این زوج، شاهزاده لنارت، دوک اسملاند بود. ازدواج ویلهلم و ماریا ازدواج موفقی نبود و این دو در سال ۱۹۱۴ از یکدیگر جدا شدند.
ویلهلم در سال ۱۹۶۵ به علت حمله قلبی در هنگام خواب در فلن درگذشت و در همان شهر دفن شده است.